# Brownlow Cecil
Brownlow Cecil, 2e marquis d'Exeter (2 juillet 1795 - 16 janvier 1867) titré « Lord Burghley » (entre 1801 et 1804) est un homme politique et pair britannique.

## Biographie
Il est le fils aîné de Henry Cecil (1er marquis d'Exeter), et de sa deuxième épouse Sarah, fille de Thomas Hoggins. Sa mère est décédée peu de temps avant son deuxième anniversaire. En 1804, il devient marquis, âgé de huit ans, à la mort de son père.
Joueur de cricket passionné, associé au Marylebone Cricket Club (MCC), il joue dans un match de première classe en 1817 pour le W Ward's XI contre le XI de EH Budd au Lord's . Il fait des scores de 1 et 4 pas dans le match.

## Carrière politique
Il exerce ses fonctions dans les deux premières administrations conservatrices du comte de Derby, d'abord en tant que Lord Chambellan entre février et décembre 1852 , puis en tant que Lord-intendant de 1858 à 1859. En plus de sa carrière politique, il est également Lord Lieutenant du Rutland entre 1826 et 1867 et de Northamptonshire entre 1842 et 1867 et Porte-coton d'Albert de Saxe-Cobourg-Gotha entre 1841 et 1846. Il est fait chevalier de la jarretière en 1827 et admis au Conseil privé en 1841.

## Famille
Lord Exeter épouse Isabella Poyntz, fille de William Stephen Poyntz, le 12 mai 1824. Ils ont au moins six enfants:
- William Cecil (3e marquis d'Exeter) (1825-1895)
- Brownlow Thomas Montagu Cecil (1827-1905)
- Mary Frances Cecil (1832-1917), mariée à Dudley Ryder (3e comte de Harrowby)
- Edward Cecil (25 décembre 1834 - 12 septembre 1862)
- Adelbert Percy Cecil (1841-1889), membre des frères de Plymouth[5]
- Victoria Cecil (1843-1932), mariée à William Charles Evans-Freke, 8e baron Carbery

Lord Exeter décède en janvier 1867, à l'âge de 71 ans. Son fils aîné, William, lui succède. La marquise d'Exeter meurt en mars 1879, à l'âge de 76 ans.

## Distinctions

### Décorations britanniques
- Ordre de la Jarretière (mars 1827)